# Леди Греј (чај)
Леди Греј (енгл. Lady Grey) јесте варијација Ерл Греј чаја са заштитним знаком. Као и Ерл Греј, у питању је црни чај — ароматизиран уљем бергамота.

## Историја
Чај Леди Греј је настао недавно, а направила га је и као робну марку на тржиште ставила компанија Твинингс — почетком 1990-их, с циљаним нордијским тржиштем које жели чај Ерл Греј који је посебно јаког укуса. Леди Греј се разликује од Ерл Греја по томе што садржи додату нагуљену кору лимуна и наранџе. Први пут је у продаји био у Норвешкој 1994. односно Британији 1996. године.

## Састојци
Твинингсова мешавина садржи црни чај, кору наранџе, кору лимуна и арому цитруса (бергамот).